# Потлоджень-Дял
Потлоджень-Дял, Потлоджені-Дял (рум. Potlogeni-Deal) — село у повіті Димбовіца в Румунії. Входить до складу комуни Петрешть.
Село розташоване на відстані 72 км на північний захід від Бухареста, 28 км на південний захід від Тирговіште, 122 км на схід від Крайови, 109 км на південь від Брашова.

## Населення
За даними перепису населення 2002 року у селі проживали 198 осіб, усі — румуни. Усі жителі села рідною мовою назвали румунську.